# Privilegierte Schützengilde zu Cöthen von 1443

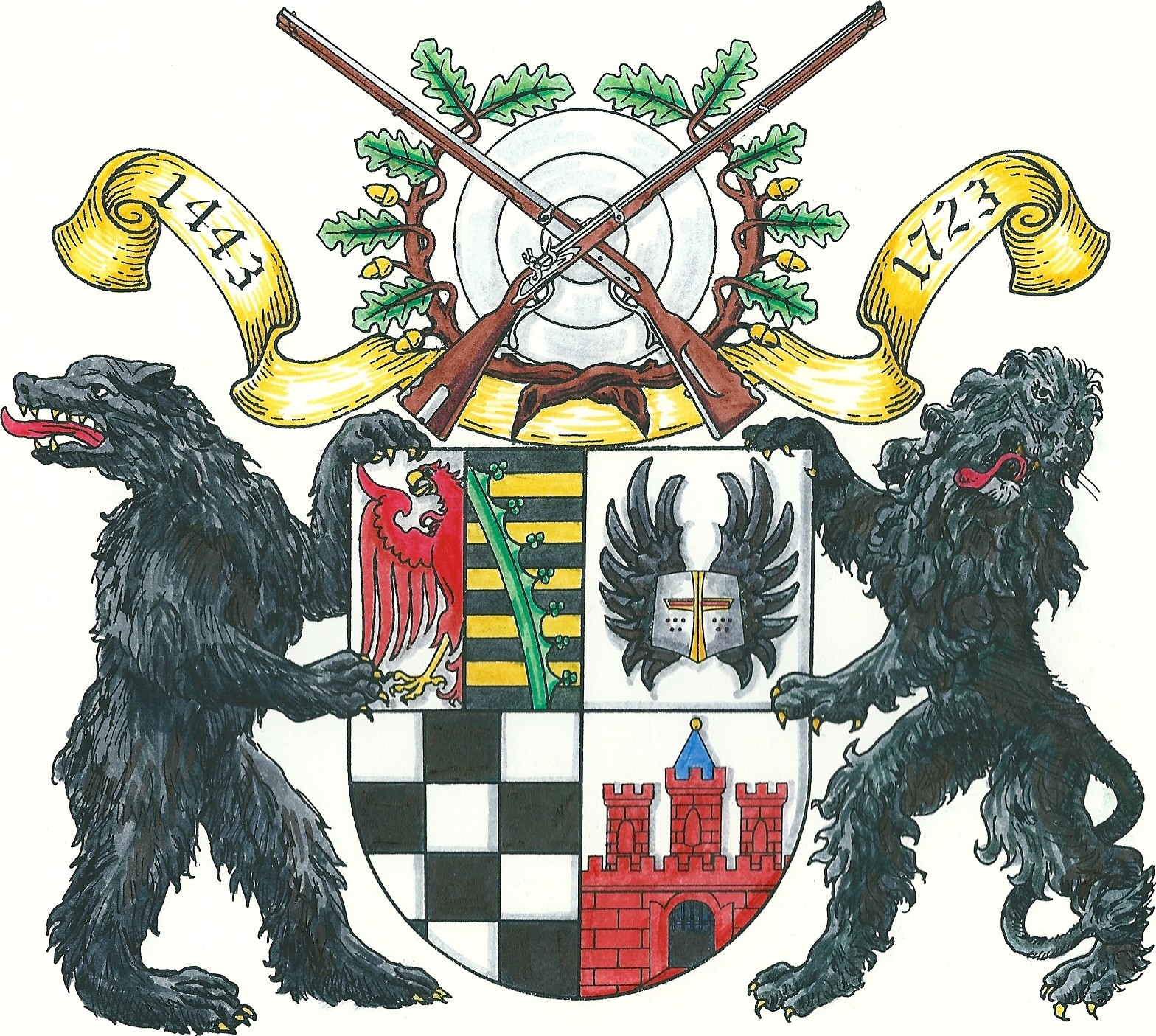
Privilegierte Schützengilde zu Cöthen von 1443 e.V.

Die Privilegierte Schützengilde zu Cöthen von 1443 ist ein Schützenverein in  der Stadt  Köthen in Sachsen-Anhalt. Geschossen wird nach den Regeln des Deutschen Schützenbundes bzw.  des Landesschützenverbandes Sachsen-Anhalt.

## Geschichte
Die ersten Schützen in Köthen werden urkundlich im Jahre 1421 erwähnt, die erste Rechnung für Pulver, Blei und Bier kann auf das Jahr 1443 datiert werden. Dementsprechend wurde der Vereinsname angepasst, und die Köthener Schützengilde sieht sich in der  Tradition der ältesten deutschen Schützenvereinigungen. 1723 verlieh Fürst Leopold von Anhalt-Köthen per Dekret den Schützen das Privileg eines Bierausschankes.

### Neugründung des Vereins
Am 14. November 1991 trafen sich einige am Schießsport interessierte Köthener, um einen Schützenverein zu gründen. Nach 40 Jahren DDR und GST-Schießen zu überwiegend vormilitärischen Zwecken gab man sich der Illusion hin, dass das in einer Stadt mit langer Schützentradition und einem ehemaligen Schützenhaus, einem Schützenplatz sowie einem KK-Schießstand nicht so schwer sein könne.
Die Stadt als neuer Eigentümer des Geländes sah keine Grundlage für eine Rückgabe des 1945 enteigneten Vereinseigentums. Der Schützenhauspächter war NSDAP-Mitglied. Auch der Deutsche Schützenbund sah keine Möglichkeit zu  helfen. Auf dem zu DDR-Zeiten als Fischfabrik zweckentfremdet genutzten Gelände wurde vor einigen Jahren eine Eigenheimsiedlung errichtet. So erwarben 1995 die Mitglieder der Schützengilde nach einer Umlage von je 1000,00 DM das neue Gelände in der Baggerkiete von der Stadt.

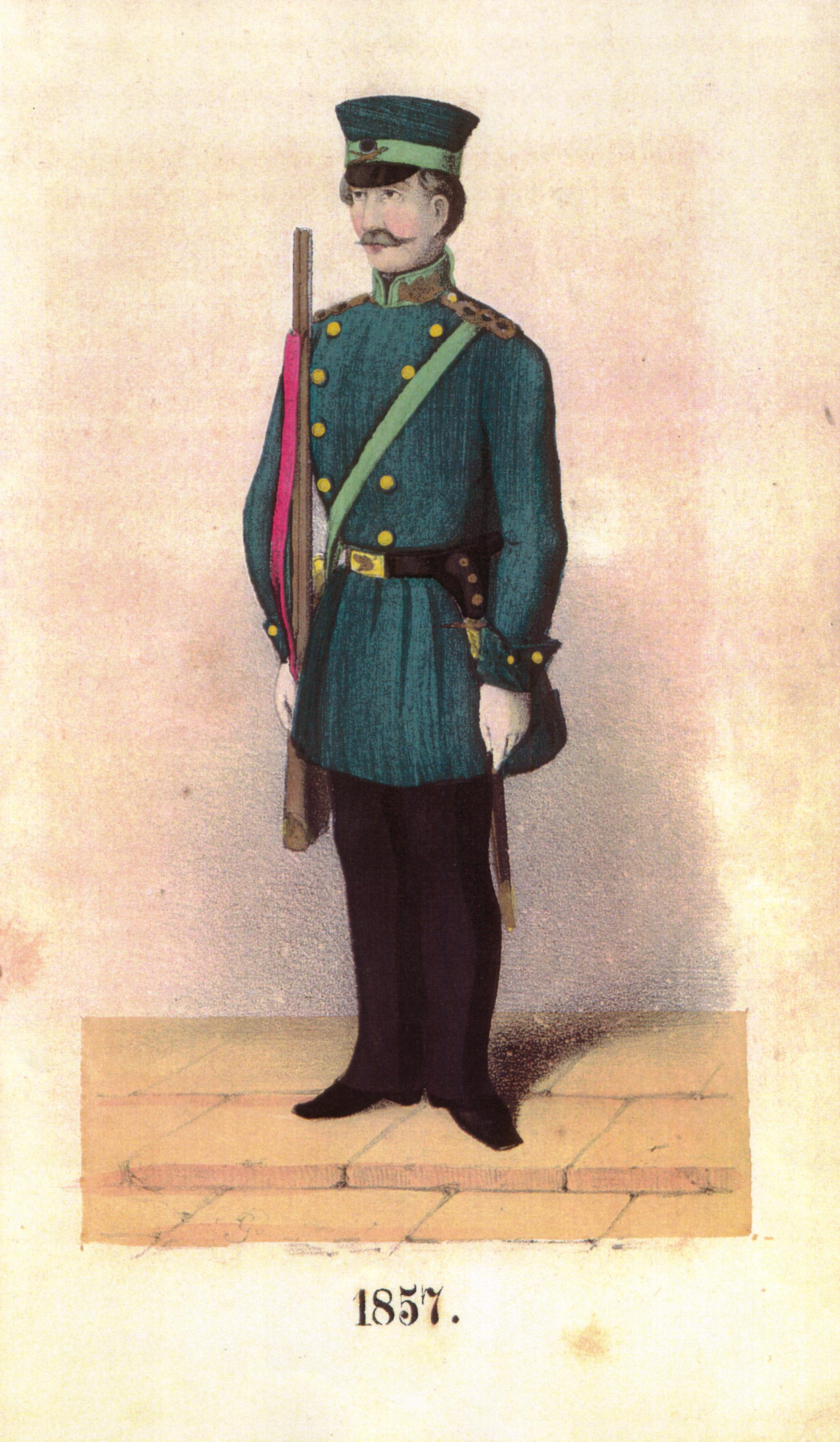
1857 getragene Uniform der Privilegierten Schützengesellschaft
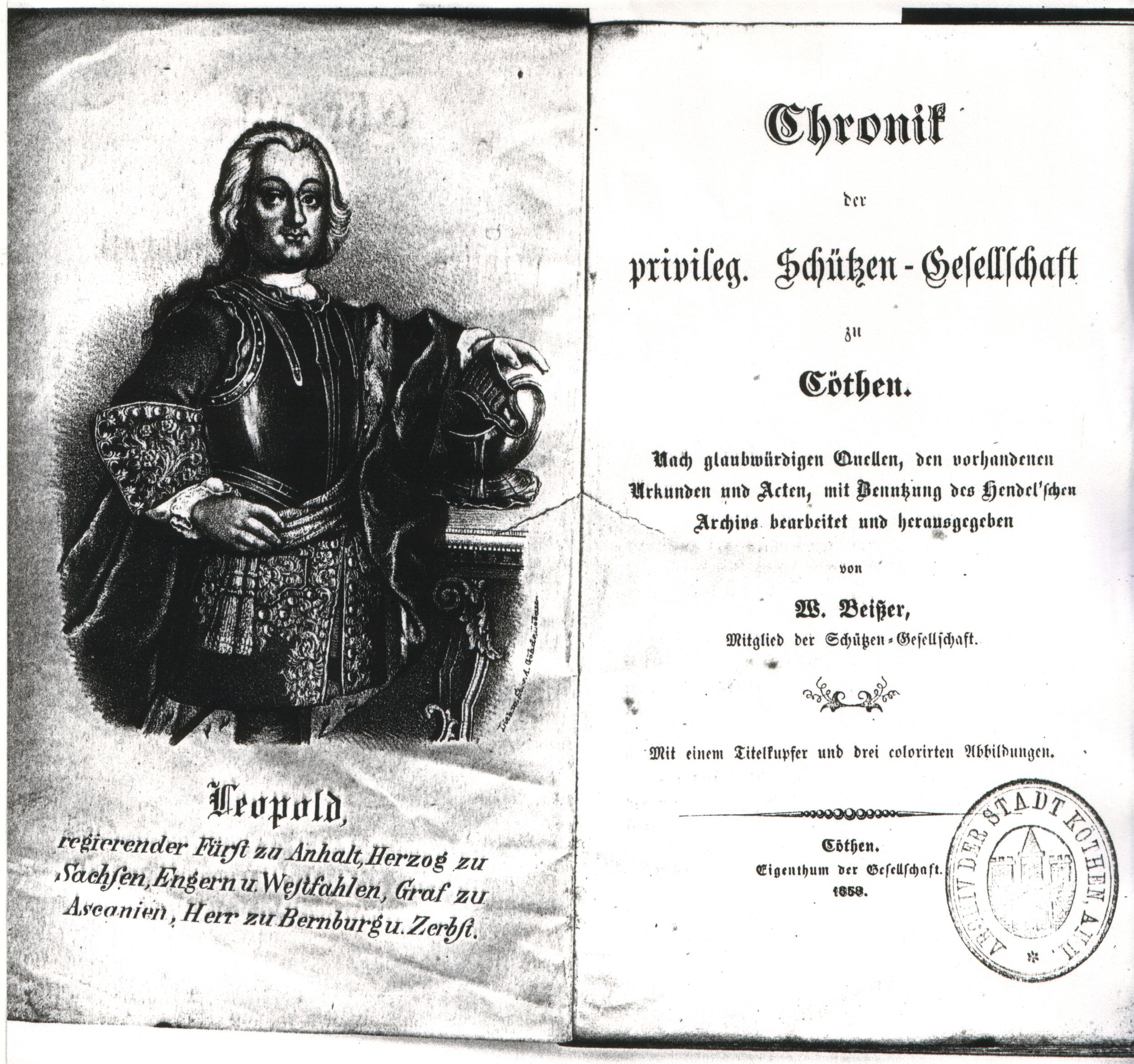
Chronik der Privilegierten Schützengesellschaft zu Cöthen aus dem Jahr 1858

## Schießanlage und Schützenhaus
Der alte Köthener Schießstand für Scheibenstutzen befand sich am Schützenplatz. 1992 wurde mit dem  Ausbau des gepachteten KK-Schießstandes in der „Baggerkiete Köthen“ am Güterseeweg für  Großkaliberwaffen begonnen.

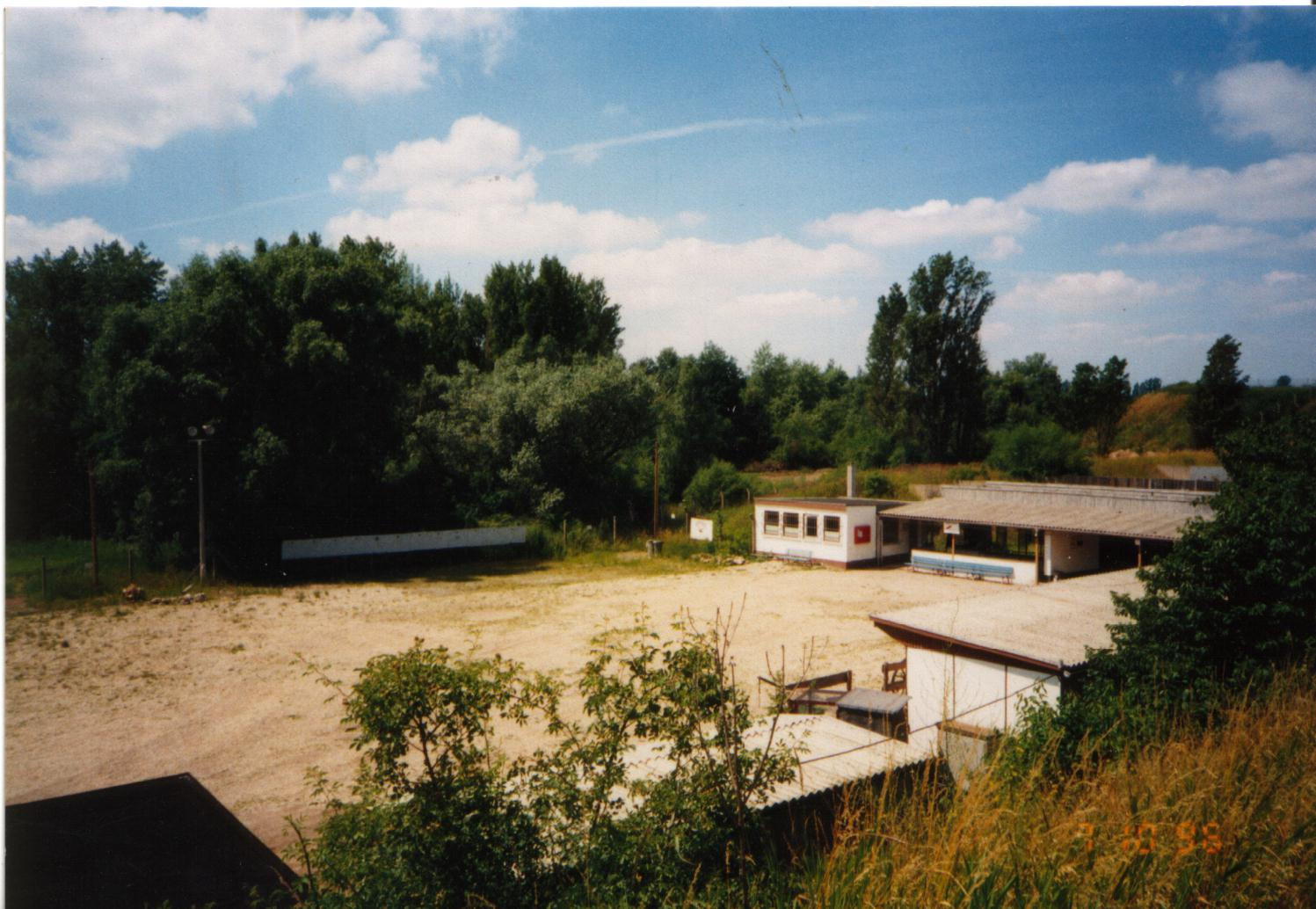
Schießstand „Baggerkiete Köthen“ vor dem Ausbau 1993

Kurzfristig wurde die Anlage zu einem 25-m-Großkaliberstand, einem 50-m-Stand mit laufenden Keiler und einem 50-m-KK-Stand mit Scheibenzuganlagen und Trainingsmöglichkeiten für die Biathleten umgebaut. Nach der Fertigstellung des Trap-/Rollhasenstandes 1997 wurde im Jahre 1999 noch der Bau eines neuen Schützenhauses mit Saal für über 100 Gäste, mit modernen sanitären Anlagen, Luftgewehrstand und Abstellhalle vollendet. Seit 2010 kann der mit Hilfe der Kreisjägerschaft Köthen erweiterte Trap-Stand auch als Miniparcours genutzt werden. Inzwischen können 9 verschiedene Maschinen genutzt werden. 2001 kam noch ein 100-Meter-Stand mit vier Bahnen hinzu. Fast alle Stände sind beleuchtet und die Scheibenstände für die Beobachtung per Kamera oder Scheibenzuganlage ausgestattet.
Für die Biathleten  wurden die Trainingsbedingungen, z. B. durch Asphaltierung der Zufahrtsstraße als Laufstrecke für Sommerbiathlon, verbessert. Besonders um die Jugendarbeit zu intensivieren, wurde 2020 ein Bogenschießstand errichtet.

## Veranstaltungen
Jährlich findet neben diversen Schießwettbewerben traditionell am letzten Juni-Wochenende das Schützenfest statt.